# Pradžňápáramitá sútra

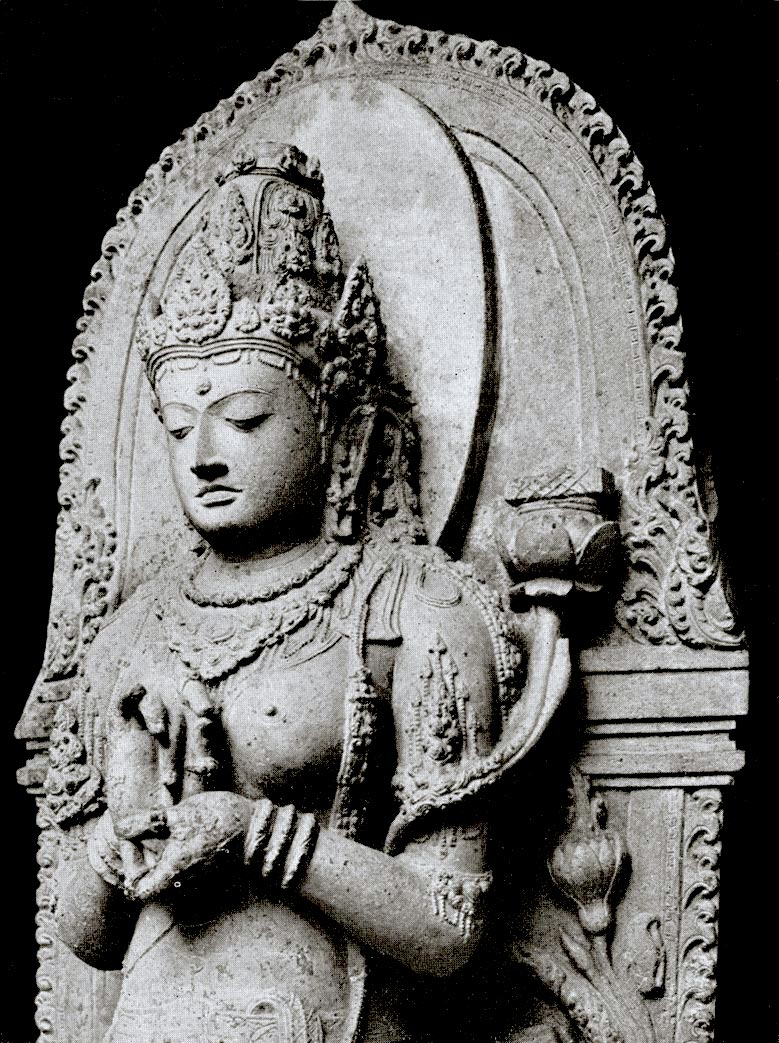
Pradžňápáramitá

Pradžňápáramitá sútra (v dévanágarí प्रज्ञा पारमिता; čínsky 般若波羅蜜多經 / 般若波罗蜜多经  Bānruò bōluómìduō jīng), též Mahápradžňápáramitásútra, označuje specifický druh mahájánových súter. 
Tyto sútry pravděpodobně vznikly kolem počátku letopočtu. Jedny z nejznámějších děl pradžňápáramitové literatury je Sútra srdce či Diamantová sútra.